# László Ladányi
László Ladányi (24 d'octubre de 1907, Budapest - 8 de gener de 1992, Tel-Aviv) fou un poeta, escriptor, dramaturg i reporter hongarès. Ja des de jove va ser un conegut escriptor a la seva Hongria natal. Quan tenia 50 anys va emigrar a Israel, on va seguir escrivint per a la premsa, tant d'Israel com de l'estranger. Mentre vivia a Hongria, va escriure sobretot poesia i obres de teatre, però després de traslladar-se a Israel va descobrir un nou gènere d'escriptura i va començar a escriure prosa, contes i novel·les curtes.
Els crítics literaris veuen en les seves obres un estil innovador i variat. El realisme i el simbolisme poètic s'intercalen amb motius lírics i filosòfics. El leitmotiv de la majoria dels seus relats és l'home arrossegat pel corrent del destí cec, sota l'ombra amenaçadora de la guerra i el continu anhel d'alegria i bellesa. D'altra banda, les seves obres satíriques, dotades d'un humor subtil, demostren el seu amor per la vida i la seva convicció en la victòria de l'humanisme i el sentit comú.

## Vida i obra a Hongria

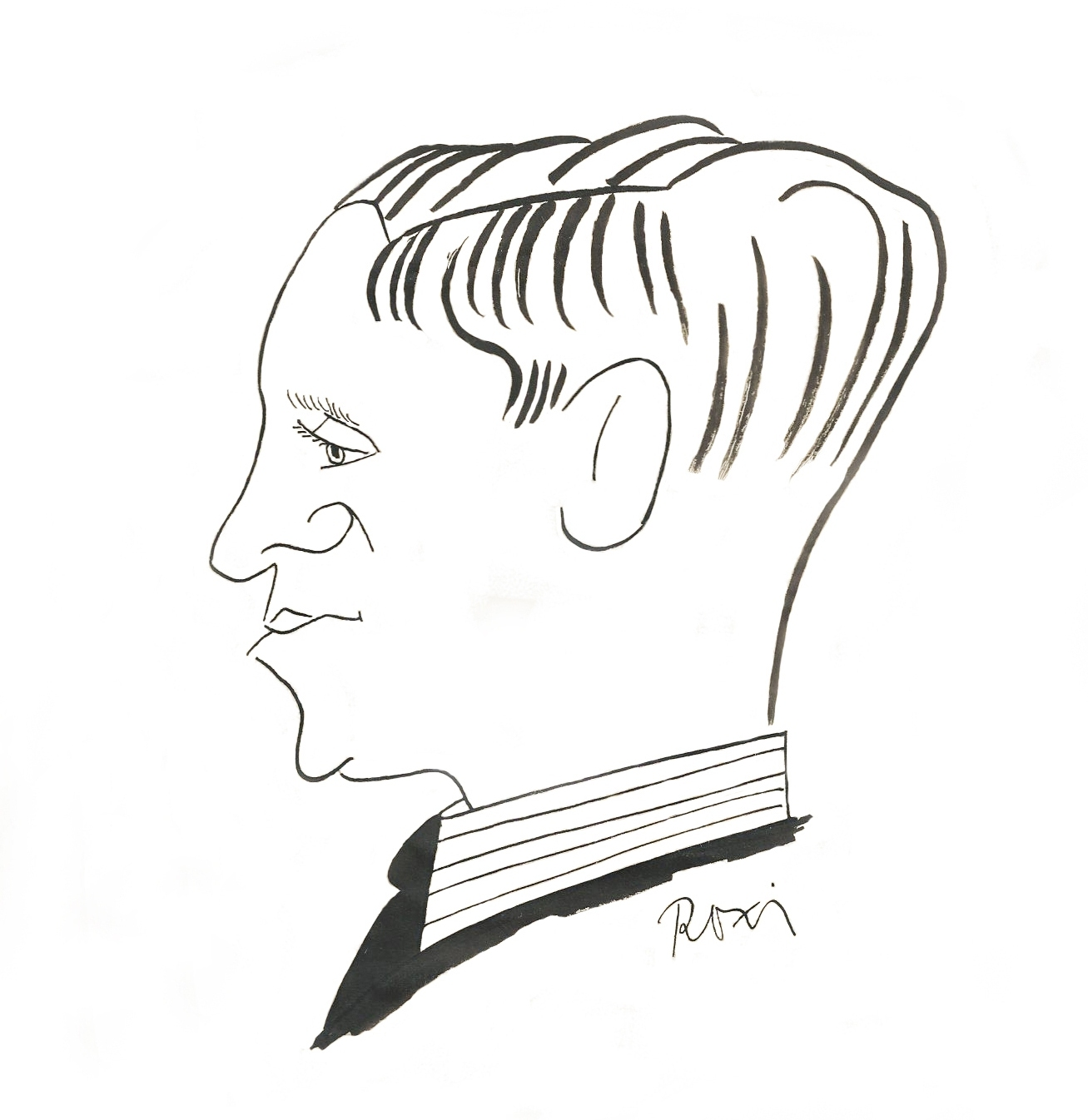
Caricatura de László Ladányi

L'any 1925 va finalitzar els estudis al Col·legi Secundari de l'Acadèmia de Comerç de Budapest. Ja durant la seva joventut es va revelar la seva vocació per l'escriptura. El seu primer poema va sortir a la llum l'any 1923 a Budapest, en el butlletí literari "Új Századok" (el nou segle). Posteriorment els seus poemes van ser publicats en diaris de la capital hongaresa. Entre 1936 i 1949, el setmanari de literatura hongaresa "Új Idők (1894-1949)"(Nous Temps), va publicar regularment els seus poemes. Les seves obres també s'inclourien en diverses antologies.
El seu primer llibre de poesia es va editar l'any 1940 sota el títol "Az éjszaka csodája" (Els Misteris de la Nit). En el mateix any, i ja durant la Segona Guerra Mundial, com altres jueus, va ser obligat a realitzar treballs forçats durant cinc anys, de forma gairebé ininterrompuda. Al febrer de 1943 li van concedir un sol dia de permís amb motiu del seu casament amb Edit Utassy, amb qui va viure fins a la seva mort.
Aquest període tan dur de la seva vida el va reflectir en diversos dels seus poemes i en la seva novel·la autobiogràfica "La Sínia de la meva Vida". Van ser llargs anys d'humiliació per part dels seus superiors, de treballs físics pesats, de fam, de fred i de nostàlgia de casa i de la seva dona, l'amor de la seva vida. Al final de 1944, estant ja Hongria sota la conquesta nazi i ell realitzant treballs forçats a Romania, va aconseguir escapar, amagant-se pels pobles, i així va salvar la seva vida. En tornar a casa l'any 1945, després de la guerra, es va assabentar que els seus pares i molts dels seus parents havien estat assassinats. Només la seva germana i la seva esposa van sobreviure.
Quan es va fundar l'Associació Hongaresa d'Escriptors, l'any 1945, va ser rebut com a membre actiu. Va publicar articles, drames i relats infantils en vers. Durant l'any 1953, es va representar amb èxit el seu drama en vers en tres actes al Madách Színház (Teatre Madách de Budapest) de Budapest. Moltes de les seves obres van ser emeses a la ràdio: entre d'altres, una radionovel·la musical en tres actes, un drama satíric en vers, poemes i diverses de les seves adaptacions de drames d'altres autors.

A conseqüència de la Revolució Hongaresa de 1956, Ladányi va marxar d'Hongria.
Com altres escriptors hongaresos, no va poder suportar els límits de la llibertat d'expressió del règim comunista a Hongria. Al maig de 1957, es va traslladar a Israel amb la seva dona Edit i la seva filla Éva, on viuria fins a la seva mort.

### La seva vida i obra a Israel
Durant els seus primers anys a Israel, László Ladányi es va dedicar a la fotografia i les seves fotos van ser presentades en diverses exposicions. Entre 1967 i 1977, va treballar al Ministeri de Comunicacions com a dibuixant tècnic.

Paral·lelament a les seves altres ocupacions a Israel, va continuar escrivint en hongarès. Els seus contes i novel·les per episodis van ser publicats regularment en seccions literàries de la premsa israeliana en hongarès: al diari "Új Kelet" (Nou Orient), en el setmanari "A hét" (Aquesta Setmana) i a la revista de literatura i art "Kútfő" (La Deu). També va traduir relats curts de l'hebreu i l'anglès a l'hongarès per a la premsa hongaresa.

El 1957 es va associar a "l'Associació d'Escriptors Hongaresos a l'Exterior" ("Hungarian Writers Association Abroad"), amb seu a Londres. Va publicar relats i poemes en hongarès des de l'exterior. Centenars dels seus contes van ser publicats a la premsa hongaresa. Durant 25 anys les seves obres van ser editades a la revista literària d'escriptors hongaresos exiliats "Irodalmi Újság", publicada a Londres i després a París, i va ser-ne també el seu corresponsal a Israel. El 1961 va escriure una sèrie documental sobre el Procés Eichmann a Jerusalem. Els seus relats es van editar a Londres en la secció literària de la gaseta "Népszava" (La Veu del Poble) i en el diari mensual "Látóhatár" (Horitzó), de Múnic (1957-1961).
László Ladányi va rebre el Premi Herzl de 1971 i el Premi Nordau de 1975 com a reconeixement a la seva trajectòria literària. L'any 1970 es va incorporar a l'Associació d'Escriptors d'Israel. Diversos dels seus contes van ser traduïts a l'hebreu i publicats a la premsa israeliana. Les seves obres van ser incloses en antologies a Israel, on també es van publicar molts dels seus llibres en hongarès i en hebreu.
Va morir als 84 anys.

## Les seves obres més rellevants
- Az éjszaka csodája (els misteris de la nit) col·lecció de poemes, 1940 Budapest;
- Élet és halál között (Entre la Vida i la Mort) Poema en prosa, 1962;
- Tűzözön (El Diluvi de Foc) Col·lecció de relats curts, il·lustrats per Éva Ladányi, la seva filla, 1968 Tel-Aviv;
- Jalon Barakia (Finestra al Cel) Col·lecció de relats curts traduïts a hebreu, il·lustrats per Éva Ladányi, la seva filla, 1974 Tel-Aviv;
- A Lángoló özvegy (la vídua ardent) novel·la humorística i contes il·lustrats per Éva Ladányi Dori, la seva filla, 1980 Tel-Aviv;
- Őszi verőfény (enlluernament de tardor) col·lecció de poemes, 1982 Tel-Aviv;
- Látomás a falnál (La visió en el Mur de les Lamentacions) Novel·la i relats curts, 1984 Tel-Aviv;
- Barátom a dzsinn (El meu Amic el Geni) Relats curts, contes humorístics i poemes, 1985 Tel-Aviv;
- Életem körhintája (la sínia de la meva vida) novel·la i contes, 1987 Tel-Aviv;
- Francia négyes (el quartet francès) relats curts i poemes, 1989 Tel-Aviv;
- A Lángoló özvegy (la vídua ardent) novel·la i relats curts, 1990 Budapest;
- Gan haprajim shel Alex (el jardí de flors d'Alex) col·lecció de relats curts traduïts a l'hebreu, 1994 Tel-Aviv;

## Premis
1971 - Premi Herzl de Literatura

1975 - Premi Nordau de Literatura